# 피오나 풀러튼
피오나 풀러턴(Fiona Fullerton, 1956년 10월 10일 ~ )은 영국의 배우, 사업가이다.
카두나에서 태어났다.

## 출연 작품
- 디기티: 어 홈 앳 라스트 (2001년)
- 야망을 위한 음모 (1992년)
- 스파이메이커 (1990년)
- 해리 앤드 해리엣 (1990년)
- 샤카 주루 (1987년)
- 미세스 엠마 (1986년)
- 007 뷰 투 어 킬 (1985년) - 폴라 이바노바 역
- 휴먼 팩터 (1979년)
- 이상한 나라의 앨리스 (1972년)
- 백마와 소년 (1969년)

### 텔레비전
- Hemingway (1988)